# Svein Harald Øygard
Svein Harald Øygard (* 29. Juni 1960) ist ein norwegischer Wirtschaftswissenschaftler und ehemaliger Interimspräsident der Zentralbank Islands (Seðlabanki Íslands).

## Leben
Øygard hat eine Ausbildung in Wirtschaftswissenschaften an der Universität Oslo erhalten. In der Zeit von 1983 bis 1990 war er bei der Zentralbank Norwegens, Norges Bank, tätig. Von 1990 bis 1994 arbeitete er dann als Staatssekretär im norwegischen Finanzministerium.
In der Folge engagierte er sich ab 1995 bei der Wirtschaftsberatungsgesellschaft McKinsey
und war in leitender Funktion in deren Osloer Büro tätig.
Durch Vermittlung der norwegischen Finanzministerin Kristin Halvorsen in Verbindung mit dem isländischen Finanzminister Steingrimur Sigfússon wurde Øygard dann am 27. Februar 2009 Interimspräsident der isländischen Zentralbank.
Damit Øygard überhaupt seinen neuen Job antreten konnte, musste zunächst das isländische Zentralbankgesetz geändert werden, da zwei der drei bisherigen Gouverneure sich weigerten freiwillig von ihren Posten zurückzutreten. Die Gesetzesänderung erfolgte am 26. Februar 2009.
Der Amtsvorgänger Oddsson machte aus seiner Verachtung und Geringschätzung für Øygard keinen Hehl. Er vermied es sogar, Øygards Namen überhaupt zu nennen und sagte stattdessen "dieser Mann" oder "der provisorische Bankvorsitzende".
Bereits nach einem halben Jahr, im August 2009, übergab Øygard seinen Posten an den isländischen Wirtschaftswissenschaftler Már Guðmundsson,
da von vorneherein geplant war, dass auf lange Sicht ein isländischer Staatsbürger die Zentralbank führen sollte.